# El Tenorio
El Tenorio är en ort i Mexiko.   Den ligger i kommunen Acámbaro och delstaten Guanajuato, i den södra delen av landet, 180 km väster om huvudstaden Mexico City. El Tenorio ligger 1 854 meter över havet och antalet invånare är 229.
Terrängen runt El Tenorio är kuperad åt sydväst, men åt nordost är den platt. Runt El Tenorio är det ganska tätbefolkat, med 155 invånare per kvadratkilometer. Närmaste större samhälle är Acámbaro, 5,1 km sydost om El Tenorio. Trakten runt El Tenorio består till största delen av jordbruksmark.